# Friedrich-Ludwig-Jahn-Plakette
Die Friedrich-Ludwig-Jahn-Plakette ist die höchste Auszeichnung des Deutschen Turner-Bundes.

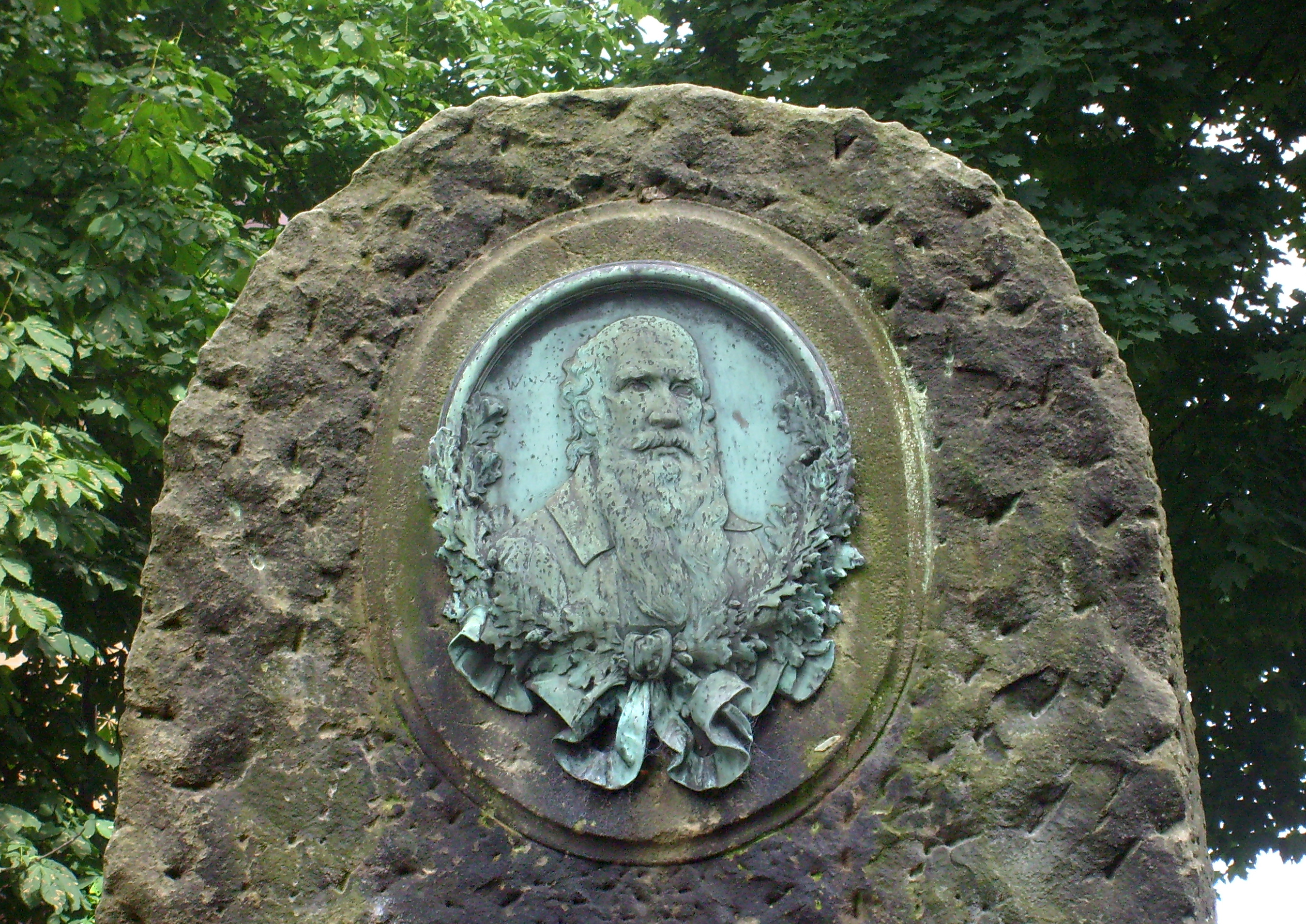
Jahn-Denkmal Friedrich Ludwig Jahn

Benannt wurde sie nach dem Turnvater Jahn.
1982 wurde damit z. B. Gertalis Schohs und Alfred Schwarzmann ausgezeichnet.